# Колі Тенгелла
Колі Тенгелла (*фульф. Koli Teŋella; д/н — 1537) — 1-й сатігі (імператор) держави Фута-Торо в 1513—1535 роках. Повне ім'я Колі Тенгелла Джаадже Ба.

## Життєпис
Походив з роду народу фульбе Ба. Син Тенгелли, манси (володаря) Великого Пулло, та Нани Кейти з народу малінке. 1512 року його батько загинув у битві з військом Сонгаї. В результаті державне утворення, створенне Тенгеллою розпалося. Тому протягом року Колі Тенгелла домігся відновлення єдності племен фульбе, до яких долучилися племена малінке. У результаті мусив боротися проти держав Каабу і Ніані в басейні річки Гамбія.
За цим 1513 року виступив проти Букара, буурба (володаря) Імперії Волоф, якому завдав нищівної поразки. Це дозволило зайняти області в середній течії річки Сенегал. Згодом плато Фута-Торо стало основою держави Колі Тенгелла, від імені якого утворилася назва династії Деніанке.
У 1528 році внаслідок повалення Аскії Мохаммада I в Імперії Сонгаї почалася боротьба за трон. Цим скористався Колі Тенгелла для розширення володінь на схід. В результаті імперія Футо-Торо стало однією із значних потуг. Здійснював походи проти занепадаючої імперії Волоф.
1535 року загинув внаслідок змови своєї дружини та брата Лабби Тенгелли, який став новим сатігі Фута-Торо.